# Замок Роуч
Замок Роуч (англ. Castle Roche, ірл. Dún Gall; замок Рош, замок Дун Гал, замок Фортеця Іноземців) — один із замків Ірландії, розташований в графстві Лаут, в 7 милях на північний схід від міста Дандалк. Замок побудований в норманському стилі в 1236 році. Замок належав феодалам Де Вердун (Де Вердон). Замок побудований на скелі, з якої відкривається живописний краєвид на місцевість. Замок був оточений глибоким ровом і був у свій час практично неприступним. Від замку йшов колись таємний хід до круглої вежі, що стояла поруч. Недалеко від замку є так звана Стіна Святого Ронана.

## Історія замку Роуч
Аристократична родина Де Вердун походить з Белтона, що в Лестенширі та з Алтона, що Стаффордширі. Бертрам де Вердун брав участь в англо-норманському завоюванні Ірландії, був сподвижником принца Джона (майбутнього короля Англії Джона Безземельного), брав участь у першому поході принца Джона в Ірландію. У 1185 році (можливо і раніше) він збудував замок і селище на горі Кастлтаун. Згодом це селище отримало статус міста в 1189 році.
Онука Бертрама — Рогезія де Вердун родом з Алтона (Англія) була одружена з Тіобальдом ле Ботіллером — ІІ головним батлером (виночерпієм) Ірландії. Після раптової смерті чоловіка під час його подорожі в Пуату (Франція) вона переїхала до Ірландії. Свої володіння вона почала зміцнювати будівництвом потужного замку. Для будівництва замку їй потрібен був досвідчений архітектор. Але її репутація відлякувала всіх будівничих та архітекторів. Тоді вона запропонувала руку і серце одному з архітекторів, що спокусився на її величезні багатства. Згідно місцевої легенди весілля відбулося після завершення будівництва замку. Після весілля молода запросила чоловіка піднятися на башту замку і оглянути свої нові володіння визираючи з вікна. Коли він милувався околицями, вона різко штовхнула чоловіка, він впав з башти і розбився на смерть. Це вікно отримало назву «Вікно вбивства». Рогезія потім пішла в монастир Пріоратк Греседью (Англія, Лестершир), де і померла у 1247 році. Була похована в церкві Белтона, її могила збереглася і нині. Хоча вважається, що замок був побудований Рогезією, але більша частина замку була добудована її сином Теобальдом. Назва замку Роуч або Рош походить від назви «Замок Рогезії».
Замок займав стратегічне положення на кордоні між Пейлом (англійською колонією в Ірландії) та Ольстером, яким володіли тоді непокірні ірландські клани. Замок контролював проходи до землі Арма. Феодали Де Вердун володіли цим замком протягом кількох століть. Ніколас де Вердун володів цим замком у 1316 році, коли в Ірландії йшла війна за незалежність під проводом верховного короля Ірландії Едварда Брюса — брата короля Шотландії Роберта І Брюса. Замок відіграв важливу роль в подіях 1561 року, коли Англія значно розширила свої володіння в Ірландії. У 1640 році спалахнуло повстання за незалежність Ірландії. Володарі замку підтримали повстанців і над замком замайорів прапор Ірландської конфедерації. У 1641 році замок був зруйнований англійськими військами Олівера Кромвеля і після цього не відбудовувався і досі лежить в руїнах.